# Filmoznawstwo

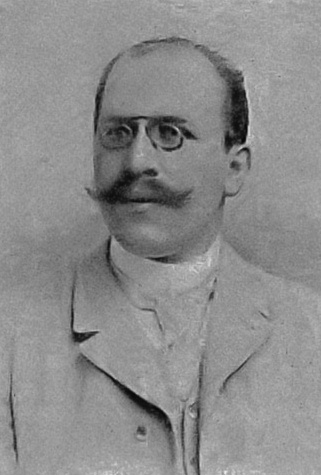
Hugo Münsterberg (1863-1917)

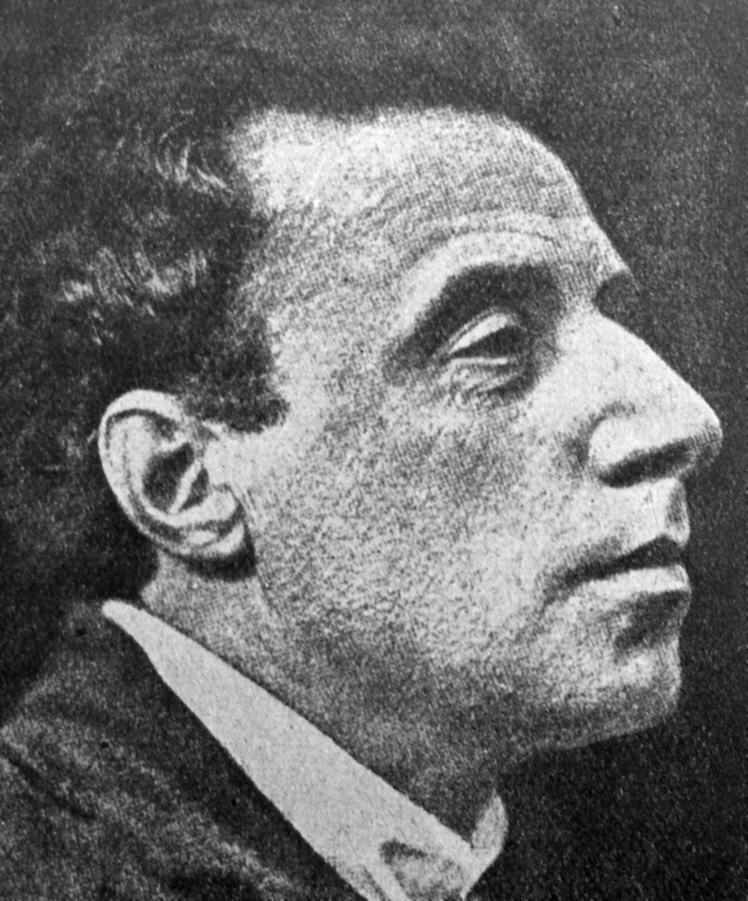
Wsiewołod Meyerhold

Filmoznawstwo (również: wiedza o filmie lub filmologia) – dyscyplina humanistyczna, zajmująca się naukową refleksją nad filmem. Obejmuje trzy zasadnicze dziedziny: teorię filmu (z historią myśli filmowej), historię filmu oraz krytykę filmową. W kręgu zainteresowań filmoznawców znajduje się także wiele innych przenikających się dyscyplin, np. antropologia filmu, teoria nowych mediów i audiowizualności.
Dziedziny filmoznawstwa, jako nauki młodej (rozwój od początku XX wieku, na początku z koniecznością oddzielenia się od dziennikarstwa filmowego i luźnych refleksji na temat kina), wciąż się zmieniają: przybywają nowe (często w związku z wykorzystaniem języków innych nauk, jak choćby kognitywizmu lub hermeneutyki), kończy się zainteresowanie starymi (np. poetyka historyczna filmu, gramatyka filmu). Współcześnie mamy do czynienia z tendencją do łączenia (lub przynajmniej współpracy) różnych dziedzin w obrębie filmoznawstwa (np. teoria filmu i teoria nowych mediów).
Refleksja nad filmem jest wspólnym dorobkiem bardzo różnych osób: naukowców i myślicieli (m.in. Hugo Münsterberg, Jan Mukařovsky, Siegfried Kracauer, Roland Barthes, Jurij Cywjan, Roman Ingarden, formaliści rosyjscy), dziennikarzy i krytyków (np. Louis Delluc, André Bazin, francuska Nowa Fala, Georges Sadoul), jak i samych artystów (Karol Irzykowski, Siergiej Eisenstein, Andriej Tarkowski, Robert Bresson, Wsiewołod Meyerhold). Pionierem refleksji nad filmem na świecie jest polski fotograf, Bolesław Matuszewski. Pisał na przełomie wieku XIX i XX.
Filmoznawstwo jest przedmiotem studiów uniwersyteckich. W Polsce: na Uniwersytecie Łódzkim (Katedra Mediów i Kultury Audiowizualnej), Uniwersytecie Jagiellońskim (oddzielny Instytut Sztuk Audiowizualnych), Uniwersytecie Śląskim (Zakład Filmoznawstwa i Wiedzy o Mediach z Pracownią Audiowizualną i Pracownią Badań nad Kulturą Cybernetyczną w Instytucie Nauk o Kulturze), Uniwersytecie im. Adama Mickiewicza w Poznaniu (Instytut Filmu, Mediów i Sztuk Audiowizualnych UAM – ma rangę Instytutu od 2018r.) i Uniwersytecie Gdańskim (Katedra Wiedzy o Filmie i Kulturze Audiowizualnej na Wydziale Filologicznym).
Na większości uczelni filmoznawstwo jest nauczane jako specjalizacja np. polonistyki lub kulturoznawstwa. Jako osobny kierunek, wraz ze specjalnościami, filmoznawstwo istnieje na Wydziale Filologii Polskiej i Klasycznej na Uniwersytecie im. Adama Mickiewicza w Poznaniu, na Wydziale Zarządzania i Komunikacji Społecznej Uniwersytetu Jagiellońskiego w Krakowie oraz na Wydziale Filologicznym Uniwersytetu Łódzkiego.
Niektórzy polscy filmoznawcy: prof. Bolesław Lewicki (założyciel pierwszego w Polsce ośrodka filmoznawczego, na Uniwersytecie Łódzkim), prof. Jerzy Toeplitz (autor sześciotomowej Historii sztuki filmowej, jeden z założycieli szkoły filmowej w Sydney), prof. Alicja Helman (założycielka wielu ośrodków filmoznawczych: na UŚ, na UJ, w Instytucie Sztuki PAN, wypromowała ok. 40 doktorów w zakresie wiedzy o filmie), prof. Marek Hendrykowski – założyciel ośrodka filmoznawczego na Uniwersytecie im. Adama Mickiewicza w Poznaniu oraz prof. Małgorzata Hendrykowska.